# Schizochirus insolens
Schizochirus insolens is een straalvinnige vissensoort uit de familie van de zandduikers (Creediidae). De wetenschappelijke naam van de soort werd voor het eerst geldig gepubliceerd in 1904 door Waite.